# Ульпія Северина
Ульпія Северина (лат. Ulpia Severina; пом. після 275) — дружина римського імператора Авреліана, що правив у 270—275 рр. Носила титул Августи. За деякими даними володарювала одноосібно в період між смертю чоловіка та приходом до влади наступного імператора, Тацита.

## Життєпис
Стосовно походження Ульпії Северини немає певних відомостей. Імовірно, походила зі шляхетного роду Ульпіїв (до них відносився імператор Траян). Одружилася з Луцієм Авреліаном ще до 270 року. Коли отримала титул Августи також невідомо. Користувалася великою любов'ю й шанобливістю з боку війська та Сенату, намагаючись пом'якшити стосунки імператора зі знаттю та військовими за це отримала почесні титули «Пія», тобто «благочестива», «Мати таборів, сенату і держави». 
Після загибелі чоловіка, за деякими відомостями, виконувала роль регентки або могла сприяти вибору новог імператора. Відомо, що монети з її зображенням карбувалися і після смерті Авреліана. Це означає, що Ульпія Северина могла бути єдиною жінкою в історії, що очолювала Римську імперію. Після приходу до влади імператора Тацита подальша її доля невідома.